# トカトントン (ライブハウス&スタジオ)
トカトントン（tokatonton）は、2025年（令和7年）オープンのライブハウス&スタジオである。

## 概要
ラジオパーソナリティ 鷲崎健がオーナーを務めるライブハウスとYouTube配信スタジオ。
管理・運営は主に、バンド「学園祭学園」のメンバーが務めている。
場所は、東京都新宿区高田馬場にある千寿ビルの地下1階。

## イベント
- トカトントンこけら落としライブ
  - 2025年4月20日 日曜日 17:00、出演：鷲崎健＆内田稔、学園祭学園
- 奥野香耶×鷲崎健 Acoustic Live at トカトントン
  - 2025年6月22日 日曜日 16:00 出演：奥野香耶、鷲崎健
- 緊急開催！二中年ビーティ―公開収録『bamboo断髪式 at トカトントン』
  - 2025年7月1日 火曜日 20:30 出演：bamboo、鷲崎健
  - 終了後に会場にて『粋狂トカトントン』ライブビューイング。
- 喋れ!!学園祭 公開録音イベント『ふつうの公開録音』
  - 2025年7月12日 土曜日 17:00 出演：学園祭学園
- 鷲崎健アコースティックライブ at トカトントン『ひとりヶ原』
  - 2025年7月13日 日曜日 18:00 出演：鷲崎健
- 『犬見ヶ原』 at トカトントン
  - 2025年7月27日 日曜日 15:00 出演：すや、青木佑磨
- 鷲崎健アコースティックライブ at トカトントン『ひとりヶ原』
  - 2025年8月17日 日曜日 18:00 出演：鷲崎健

## コンテンツ
動画もしくは音声のみのコンテンツをYouTubeチャンネル「トカトントン」で配信している。

### 動画
- 二中年ビーティ（収録、出演：鷲崎健、bamboo、青木佑磨（声のみ）、2024年1月1日 - 不定期）
  - 旧チャンネル名「鷲崎もこもこチャンネル」から続くコンテンツ。
- けっけもいるよトカトントン（生配信、出演：沢口けいこ、鷲崎健、2025年5月29日 - 隔週木曜日 21:00）
  - 基本、沢口のワンオペコンテンツだが、有志で水野まい、伊藤晃央、などが手伝っている。

### 動画付きラジオ
- 粋狂トカトントン（生配信、出演：鷲崎健、青木佑磨、2025年4月8日 - 毎週火曜日 22:00）
  - 文化放送 超!A&G+「鷲崎健のヨルナイト×ヨルナイト」水曜日の座組 構成作家：ミラッキ、ディレクター：ふぃありー。
- 学園祭学園プレゼンツ 喋れ!!学園祭（収録、出演：学園祭学園、2025年4月12日 - 毎週土曜日 16:30）
  - 文化放送 超!A&G+「学園祭学園プレゼンツ 喋れ!学園祭」から引き続きの座組。
- YURiKAのコレモラジオ（生配信、出演：YURiKA、2025年5月22日 - 隔週木曜日 21:00）
  - 2025年4月17日に「YURiKA お試し特番配信」。
- 野本ほたる・安月名莉子 たまには会いたいじゃん？（収録、出演：野本ほたる、安月名莉子、2025年7月30日 - 毎週水曜日 20:00）
- ドカトントン（生配信、出演：ミラッキ（大村綾人）、2025年8月12日 - 毎週火曜日 20:30）
  - 2010年にレギュラー放送を終了した「ドカベンアイランド」が復活。

### ラジオ
- 人間トカトントン（収録、出演：鷲崎健、前川涼子、青木佑磨、2025年4月7日 - 毎週月曜日 6:00）
  - 東京カルチャーカルチャーのイベント「人間」のラジオ版。
- ビバノンロック!!(収録、出演：内田稔（ドラマー）、はせがわこうじ（放送作家）、2025年4月13日 - 毎週日曜日 20:00）
- 村上まなつ ぽかトントン（収録、出演：村上まなつ、2025年6月6日 - 毎週金曜日 18:00）
  - #7（2025年5月30日）までは「村上まなつの新番組（仮）」。
- ゆい殿下と名参謀わしざきの 【放送詩篇：ラヂオ・アジテヰタ】（収録、出演：ゆい（妖精帝國）、鷲崎健、2025年7月11日 - 毎週土曜日 0:00）
- タケちゃんエンちゃんご機嫌トカトントン（収録、出演：遠藤正明、鷲崎健、2025年7月26日 - 毎週土曜日 20:00）
- 中島怜と青木佑磨の道草みーつけたっ！（収録、出演：中島怜、青木佑磨、2025年8月6日 - 隔週水曜日19:00）